# Eberhard Zangger
Eberhard Zangger (Kamen, 9 aprile 1958) è un geologo, archeologo e antropologo svizzero.
Noto per integrare metodologie delle scienze naturali e sociali per investigare le culture protoistoriche del Mediterraneo orientale. È il fondatore e presidente di Luwian Studies, una fondazione internazionale senza scopo di lucro istituita nel 2014 per promuovere la ricerca sulle culture dell'Età del Bronzo dell'Anatolia occidentale.

## Primi anni di vita e istruzione
Dal 1974 al 1976, Eberhard Zangger ha iniziato la sua carriera con due anni di formazione come assistente tecnico presso il Museo di Storia Naturale Senckenberg a Francoforte sul Meno, seguiti da altri due anni come preparatore geologico presso la Scuola di Preparatori a Bochum (1976-1978). Successivamente, ha trascorso due anni al Museo Minerario Tedesco di Bochum, contribuendo alla ricerca sugli effetti dell'inquinamento atmosferico su arte e monumenti culturali.
Zangger ha studiato geologia e paleontologia all'Università di Kiel ed è stato premiato con una borsa di studio nazionale, estera e di dottorato dalla Fondazione Tedesca per le Borse di Studio Accademiche. Nel 1988, ha completato il suo dottorato alla Stanford University con una dissertazione intitolata “Landscape Evolution of the Argive Plain (Greece): Paleoecology, Holocene Depositional History, and Coastal Change”.
Dopo il suo dottorato, dal 1988 al 1991, Zangger ha lavorato come ricercatore senior associato allo Studio Globale Congiunto sui Flussi Oceanici presso il Dipartimento di Scienze della Terra, Università di Cambridge, concentrando i suoi studi sul cambiamento ambientale globale. Più tardi, dal 2020 al 2024, ha proseguito ulteriori studi all'Università di Harvard, conseguendo un Master of Liberal Arts (ALM) in Extension Studies, nel campo dell'Antropologia e Archeologia.

## Geoarcheologia
La ricerca di Eberhard Zangger si concentra sulle dinamiche interazioni tra la cultura umana e il suo ambiente naturale. Dal 1982, è stato attivamente coinvolto nel campo della geoarcheologia, contribuendo a numerose scoperte e progetti di ricerca, tra cui:
- La ricostruzione della linea costiera preistorica di Dimini nella Grecia centrale neolitica.[4]
- L'estensione del Lago Lerneano nella Piana di Argive.[5]
- La datazione e la funzione di una deviazione fluviale micenea a Tiryns.[6]
- L'espansione della città bassa di Tiryns e il carattere insulare di Asine.[7]
- Il porto artificiale presso il Palazzo di Nestore a Pylos, dotato di un innovativo meccanismo di pulizia dell'acqua.[8]
- La costruzione di una diga e di un bacino idrico artificiali a Monastiraki minoico nel centro di Creta.

La ricerca di Zangger ha dimostrato che quasi tutte le cittadelle micenee presentano un'infrastruttura idraulica avanzata, come dighe, serbatoi, deviazioni fluviali e porti artificiali. Contrariamente alle teorie prevalenti, Zangger sostiene che i disastri naturali sono spesso sovraenfatizzati come catalizzatori del cambiamento culturale. Ad esempio, ha fornito prove che l'eruzione del vulcano di Santorini nel XVII secolo a.C. non ha causato il collasso della caldera e, di conseguenza, non avrebbe potuto scatenare uno tsunami.
Zangger sostiene una maggiore integrazione delle scienze naturali nella ricerca archeologica e sottolinea l'importanza di studiare la pianificazione urbana e l'ingegneria idraulica per approfondire la nostra comprensione delle società antiche.

### La Cultura Luwiana
La ricerca di Eberhard Zangger si concentra sullo spiegare il collasso delle civiltà nel Mediterraneo orientale intorno al 1200 a.C., attribuendolo all'influenza di piccoli stati nell'Anatolia occidentale, come Arzawa, Mira, Wilusa, Lukka e il Territorio del Fiume Seha, menzionati nelle fonti ittite. Ha coniato il termine "cultura luwiana" per descrivere questa regione, situata tra i regni micenei della Grecia e il regno ittita nell'Anatolia centrale.
Dal 1992, Zangger ha sostenuto che i piccoli stati dell'Anatolia occidentale erano economicamente potenti quanto i regni micenei durante l'Età del Bronzo Tardo. Sostiene inoltre che questi stati, che parlavano e scrivevano principalmente in luwiano, potessero rappresentare una significativa sfida al dominio ittita in Asia Minore, potenzialmente attraverso una coalizione militare temporanea.
Nel aprile 2014, Zangger ha fondato la fondazione internazionale senza scopo di lucro Luwian Studies, che secondo il registro commerciale del Cantone di Zurigo, è dedicata a "ricercare e diffondere la conoscenza sul secondo millennio a.C. in Asia Minore occidentale." Il consiglio di amministrazione della fondazione include Ivo Hajnal, Jorrit Kelder, Jörg Mull, Matthias Oertle e Jeffrey Spier.
Nel maggio 2016, la fondazione ha lanciato un sito web trilingue (tedesco, inglese e turco), servendo come piattaforma per l'interazione pubblica e accademica. Contemporaneamente, Zangger ha pubblicato The Luwian Civilization: The Missing Link in the Aegean Bronze Age, che ha introdotto i contributi culturali ed economici della regione a un pubblico più ampio.
Nel 2022, la fondazione ha pubblicato un volume completo degli atti delle sessioni tenutesi durante la conferenza annuale dell'Associazione Europea degli Archeologi nel 2019.
Nel novembre 2024, Luwian Studies ha presentato un innovativo sistema di gestione del database sul suo sito web, documentando 483 siti noti associati alla cultura luwiana. Questo strumento consente un'analisi scientifica dettagliata degli insediamenti e sottolinea l'importanza centrale della regione nella ricerca dell'Età del Bronzo.

### Troia e Atlantide
Nel 1992, Eberhard Zangger ha proposto che il racconto di Platone sull'Atlantide possa essere basato su un'interpretazione egizia della guerra di Troia. Il suo argomento si basa su numerosi parallelismi tra la civiltà micenea e le descrizioni di Platone della civiltà che combatté contro Atlantide. Zangger ha confrontato il ricordo della guerra di Troia con il conflitto tra Grecia e Atlantide, identificando reperti di porti artificiali e sistemi di gestione delle acque nella pianura alluvionale moderna.
In un articolo del 1993 pubblicato nel "Oxford Journal of Archaeology", Zangger ha presentato un ampio elenco di somiglianze tra la rappresentazione di Atlantide di Platone e gli antichi racconti di Troia, offrendo nuove intuizioni sulla rilevanza storica della narrazione di Atlantide.
Il modello di Zangger inizialmente ha suscitato interesse tra i preistorici, in particolare quelli concentrati sul paesaggio archeologico, poiché forniva spiegazioni per i ritrovamenti enigmatici senza introdurre elementi speculativi. Tuttavia, la sua interpretazione storizzante del testo di Platone è stata ampiamente respinta dai filologi classici. Nonostante queste critiche, il lavoro di Zangger si allinea a quello della studiosa greca Marcelle Laplace, che ha riconosciuto anche lei i parallelismi tra le guerre coinvolgenti Atlantide e Troia, descrivendoli come evidenti.
Nel 1998, Zangger ha proposto un'indagine geofisica aerea della pianura di Troia in collaborazione con l'Istituto Federale di Geoscienze e Risorse Naturali di Hannover, in Germania, per identificare strati di insediamento e bacini di porti artificiali. Tuttavia, il Ministero della Cultura e del Turismo della Repubblica di Turchia ha negato il permesso per il progetto. Nel 2017, Zangger ha pubblicato un libro sui pionieri dell'archeologia preistorica in Anatolia, dettagliando come gli interventi di Manfred Korfmann, allora scavatore di Troia, abbiano ostacolato l'indagine proposta. Nell'autunno del 1999, Zangger è diventato consulente aziendale specializzato in comunicazione aziendale e relazioni pubbliche. Nel 2002, ha fondato un'agenzia di creazione di contenuti a Zurigo che oggi si chiama Science Communications GmbH.

### Odissea
Nel suo libro The Flood from Heaven (1992), Zangger ha offerto una nuova interpretazione dell'Odissea di Omero esplorando le sue connessioni con l'Età del Bronzo Tardo e il collasso della civiltà micenea. Zangger sostiene che il viaggio di Ulisse rifletta non solo vagabondaggi mitici ma anche un flashback metaforico all'apice di Troia prima della sua distruzione. Fin dal XVII secolo, gli studiosi hanno riconosciuto che la descrizione omerica di Scheria, la terra dei Feaci, presenta sorprendenti parallelismi con l'Atlantide di Platone. Secondo Zangger, Ulisse deve fermarsi a Scheria per sperimentare lo splendore (di Troia) che ha distrutto con i suoi astuti modi di entrare nella città. L'analisi ha sottolineato la futilità della guerra, come risuonato nelle riflessioni di Ulisse sul conflitto troiano e il collasso sociale che ne seguì. Zangger ha proposto che il racconto incapsuli una critica all'anarchia aristocratica e al caos sociale più ampio della Grecia tardo-elladica IIIC (circa 1170 a.C.).

### Popoli del Mare
Eberhard Zangger ha proposto un'ipotesi sul ruolo dei Popoli del Mare nel collasso delle civiltà dell'Età del Bronzo intorno al 1200 a.C., sfidando le spiegazioni tradizionali. Mentre alcune teorie attribuiscono i disordini a disastri naturali come terremoti o cambiamenti climatici, Zangger sostiene che un conflitto militare coinvolgente stati minori luwiani nell'Asia Minore occidentale e il regno ittita sia stato il catalizzatore principale. Secondo Zangger, questo conflitto iniziò con stati luwiani, inclusi Arzawa e Troia, che si unirono per liberare Cipro dal controllo ittita usando una flotta navale.
In una recensione dei libri di Zangger The Flood from Heaven e Ein neuer Kampf um Troia nel Journal of Field Archaeology, il preistorico statunitense Daniel Pullen della Florida State University ha lodato l'approccio di Zangger, notando che egli "applica i rigori della metodologia scientifica nel spiegare la fine dell'Età del Bronzo nel Mediterraneo orientale."

## L'Eredità di James Mellaart
Nel giugno del 2017, Zangger ha ricevuto documenti inediti dall'eredità del preistorico britannico James Mellaart. Il materiale, che Mellaart aveva identificato come particolarmente importante, consisteva in due principali insiemi di documenti. Il primo era un disegno fatto da Mellaart di un'iscrizione geroglifica luwiana, ritenuta risalire al 1180 a.C. L'iscrizione originale fu trovata nel 1878 su lastre di calcare nel villaggio di Beyköy, 34 chilometri a nord di Afyonkarahisar, in Turchia occidentale. Le note di Mellaart facevano riferimento anche a tavole di bronzo, trovate contemporaneamente a Beyköy, incise con testi ittiti in cuneiforme accadico (il cosiddetto "Testo di Beyköy"). Questi testi dettagliavano presumibilmente eventi politici durante gran parte dell'Età del Bronzo dalla prospettiva dei governanti in Asia Minore occidentale. Tuttavia, l'eredità di Mellaart conteneva solo traduzioni dattiloscritte in inglese delle presunte tavolette cuneiformi, senza prove originali delle iscrizioni.
Nel dicembre del 2017, Zangger e il linguista olandese Fred Woudhuizen pubblicarono i disegni delle iscrizioni geroglifiche luwiane nel giornale archeologico olandese Talanta, denominandoli HL Beyköy 2. All'inizio del 2018, Zangger ottenne l'accesso allo studio precedente di Mellaart nel suo appartamento a nord di Londra per indagare sull'autenticità dei materiali. Insieme al figlio di Mellaart, Alan, Zangger condusse un esame approfondito dell'eredità. L'indagine rivelò che Mellaart aveva completamente inventato le "traduzioni" dattiloscritte di presunti testi cuneiformi. Di conseguenza, Zangger si distanziò pubblicamente da Mellaart e lo accusò di aver falsificato documenti.
Fred Woudhuizen, che ha coeditato l'iscrizione geroglifica luwiana HL Beyköy 2 con Zangger, ha mantenuto che questa particolare parte del materiale fosse comunque autentica e non falsificata da Mellaart. La comunità accademica rimane divisa sull'autenticità dei ritrovamenti associati all'eredità di Mellaart.

## Archeoastronomia
Nel giugno del 2019, Eberhard Zangger, in collaborazione con l'archeologa e astronoma Rita Gautschy dell'Università di Basilea, ha pubblicato un'interpretazione rivoluzionaria del santuario rupestre ittita di Yazılıkaya a Ḫattuša. Hanno proposto che la sequenza di rilievi rupestri nella Camera A funzionasse come un calendario lunisolare, segnando eventi celesti e la misurazione del tempo.
In un articolo di seguito nel 2021, Zangger e Gautschy, uniti dall'astronomo E. C. Krupp e lo storico antico Serkan Demirel, hanno ampliato questa ipotesi. Hanno interpretato Yazılıkaya come una rappresentazione simbolica del cosmo, comprendente quattro orizzonti statici: il mondo sotterraneo, la terra, il cielo e la regione circumpolare dei cieli. Secondo la loro analisi, il santuario univa la dimostrazione della comprensione astronomica con la pratica religiosa.

## Attività sociali
Nel suo romanzo del 1997, Troja, l'autore tedesco Gisbert Haefs ha incluso un personaggio chiamato "Tsanghar", un riferimento letterario a Zangger. Il romanzo è stato ispirato dalla teoria di Troia-Atlantide. Zangger è diventato il primo membro tedesco del cerchio di pensatori leader Edge.org dell'agente letterario John Brockman.
Dal 2005, Zangger ha tenuto conferenze su invito al Winterseminar su Chimica Biofisica, Biologia Molecolare e Cibernetica delle Funzioni Cellulari a Klosters, un evento fondato nel 1966 dal premio Nobel Manfred Eigen.
Nel corso di trent'anni, la rivista tedesca Der Spiegel ha presentato il lavoro di Zangger in dieci articoli sostanziali, inclusa una storia di copertina (53/1998).
Eberhard Zangger ha ricevuto borse di studio dalla Fondazione Tedesca per le Borse di Studio Accademiche e distinzioni accademiche come il Premio del Decano per l'Eccellenza della Tesi ALM e la Lista del Decano ALM per il Rendimento Accademico all'Università di Harvard.

## Opere
- The Landscape Evolution of the Argive Plain (Greece). Paleo-Ecology, Holocene Depositional History and Coastline Changes. PhD-Dissertation at Stanford University, University Microfilm International, Ann Arbor, Michigan 1988.
- Prehistoric Coastal Environments in Greece: The Vanished Landscapes of Dimini Bay and Lake Lerna. Journal of Field Archaeology 18 (1): 1-15. 1991.
- The Flood from Heaven – Deciphering the Atlantis Legend. Sidgwick & Jackson, Londra 1992 ISBN 0-283-06084-0.
- The Geoarchaeology of the Argolid. (edito dal Deutsches Archäologisches Institut di Atene), Mann, Berlino 1993 ISBN 3-7861-1700-4.
- Plato's Atlantis Account: A distorted recollection of the Trojan War. Oxford Journal of Archaeology 18 (1): 77-87. 1993.
- The Island of Asine: A paleogeographic reconstruction. Opuscula Atheniensa XX.15: 221-239. 1994.
- Ein neuer Kampf um Troia. Archäologie in der Krise. Droemer Knaur, Monaco di Baviera 1994 ISBN 3-426-26682-2.
- Insieme a Michael Timpson, Sergei Yazvenko, Falko Kuhnke e Jost Knauss: The Pylos Regional Archaeological Project; Landscape Evolution and Site Preservation. Hesperia 66 (4): 549-641. 1997.
- Das Atlantis=Troja-Konzept – Auf den Spuren einer versunkenen Kultur in Westkleinasien. Vierteljahresschrift der Naturforschenden Gesellschaft in Zürich 143 (1), 13-23. 1997.
- Die Zukunft der Vergangenheit. Archäologie im 21. Jahrhundert. Schneekluth, Monaco di Baviera 1998 ISBN 3-7951-1652-X.
- Insieme a Michael Timpson, Sergei Yazvenko e Horst Leiermann: Searching for the Ports of Troy. In: Environmental Reconstruction in Mediterranean Landscape. Oxford 1999 ISBN 978-1-900188-63-0.
- Some Open Questions About the Plain of Troia. In: Troia and the Troad – Scientific Approaches. Springer, Berlino, 317-324. 2003 ISBN 3-540-43711-8.
- Eberhard Zangger e Fred Woudhuizen, Rediscovering Luwian Hieroglyphic Inscriptions from Western Asia Minor, in Talanta. Proceedings of the Dutch Archaeological and Historical Society, vol. 50, 2018,  pp. 9-56.